# Rasmus Ankersen
Rasmus Frøkiær Ankersen (født 22. september 1983 i Herning) er en dansk coach, forfatter og bestyrelsesformand samt tidligere fodboldspiller og -træner i FC Midtjylland. Siden 2015 har Rasmus Ankersen desuden arbejdet som "Co-Director of Football" for Brentford F.C..
Rasmus Ankersen har udgivet bøgerne En vinders DNA, Mellemleder DNA, Opdragelse af en vinder, Guldminerne samt Sult i paradis på Forlaget Turbulenz. Han rejser rundt i verden for at leve med, træne med og besigtige nogle af verdens bedste talentmiljøer inden for sport. Han arbejder sideløbende som mentaltræner og personlig sparringspartner for topsportsfolk og ledere.
Ankersen er desuden foredragsholder inden for motivation, vindermentalitet og ledelse og uddannet UEFA A-licens træner. I 2010 skrev han et indlæg i statsminister Lars Løkke Rasmussens bog Den danske drøm om at skabe sult i paradis. "How to create hunger in paradise" er overskriften til hans foredrag, når han forelæser eller taler i udlandet.